# Bitwa o Lubumbashi
Bitwa o Lubumbashi – starcie zbrojne, które miało miejsce w roku 1997 w trakcie I wojny domowej w Kongu.
W lutym 1997 roku partyzanci ADFL (Sojuszu Sił Demokratycznych na rzecz Wyzwolenia Konga-Zairu) rozpoczęli ofensywę w prowincji Szaba, zdobywając miasto Kalemie, przez które przebiegała linia kolejowa prowadząca do stolicy prowincji Lubumbashi. W dniach 5–11 marca w ręce rebeliantów wpadły miasta Kabalo i Moba a pięć dni później Pweto. Do stolicy prowincji pozostało zaledwie 400 km. Oddziały rebeliantów zostały wkrótce wzmocnione wojskami, które walczyły na froncie północnym zajmując Kisangani. Atak na Lubumbashi poprowadziły dwa ugrupowania wojsk idące na miasto ze wschodu i północy, wypierając wojska FAZ z rejonu Kasengi. Po zajęciu ważnego strategicznie punktu – Kaminy, droga do Lubumbashi stanęła przed partyzantami otworem. 7 kwietnia byli oni już 15 km od stolicy prowincji. W mieście stacjonowało 1500 żołnierzy wojsk rządowych, z których większość chciała się poddać.
8 kwietnia miasto zostało ostrzelane z artylerii i moździerzy, a partyzanci w niektórych miejscach dotarli do przedmieść, gdzie napotkali silny opór wojsk FAZ (Zairskie siły zbrojne). 9 kwietnia nastąpił decydujący szturm na miasto. Wielu obrońców przeszło wówczas na stronę partyzantów, a jedynie nieliczni stawiali jeszcze opór. Wieczorem zdobyto lotnisko w Lubumbashi – ostatni punkt oporu wojsk rządowych. W wyniku zajęcia miasta, partyzanci zajęli prawie całą prowincję Shaba, region w którym znajdowała się większość kopalń i zakładów przynoszących ogromne zyski. Sukcesy partyzantów jakimi było zajęcie Kisangani oraz Lubumbashi, pozwoliły Kabili na podjęcie marszu na stolicę kraju Kinszasę.